# La Villeneuve-lès-Charleville
La Villeneuve-lès-Charleville é uma comuna francesa na região administrativa do Grande Leste, no departamento de Marne. Estende-se por uma área de 11.17 km², e possui 115 habitantes, segundo o censo de 2018, com uma densidade de 10 hab/km².